# Eleocharis usteri
Eleocharis usteri là loài thực vật có hoa trong họ Cói. Loài này được Palla mô tả khoa học đầu tiên năm 1908.